# Памятник А. В. Горбатову (Орёл)
Памятник А. В. Горбатову — памятник советскому военачальнику Герою Советского Союза, командующему 3-й армией, освобождавшей Орловщину (во время Орловской наступательной операции «Кутузов») от фашистских оккупантов.

## Описание
В июне 1943 года генерал Горбатов был назначен командующим 3-й армией, во главе которой он прошёл боевой путь, от Орловщины до Берлина. В 1968 году А. В. Горбатов стал «Почётным гражданином города Орла». 6 августа 1983 года на бульваре Победы в центральной его части был открыт памятник-бюст генералу.